# 三仲丁基硼氢化锂
三仲丁基硼氢化锂（L-selectride）是一种有机硼烷。它是有机化学中的还原剂，例如对酮的还原是Overman马钱子碱合成中的一步。